# Галеви, Леон
Леон Галеви (фр. Léon Halévy; 1802—1883) — французский поэт, писатель, журналист, педагог, историк и библиотекарь; брат Фроманталя Галеви.

## Биография
Леон Галеви родился 4 января 1802 года в Париже в семье парижского кантора и учителя древнееврейского языка Эли Халфона Галеви (до 1807 года — Леви, 1760—1826), баварского происхождения. Мать, урождённая Жюли Мейер, была родом из-под Нанси.
По окончании образования Галеви намерен был посвятить себя педагогической деятельности, но реакционное правительство Бурбонов не пожелало допустить еврея не только к званию профессора, но даже учителя, и он занялся литературой. Будучи по своим убеждениям сторонником Анри Сен-Симона, он написал вступительную статью к собранию его сочинений. После падения Бурбонской династии Галеви был назначен профессором французской литературы в Парижской политехнической школе, где оставался до 1834 года.
С 1831 года был женат на Александрине Леба, дочери известного архитектора Луи-Ипполита Леба.
С 1837 по 1853 год Л. Галеви занимал место директора Бюро исторических памятников при министерстве народного просвещения.
Из его исторических трудов наиболее известны: «Résumé de l’histoire des juifs anciens», (1827); «Résumé de l’histoire des juifs modernes» (1828); «Histoire résumée de la littérature française» (1838). Кроме того, он написал целый ряд оригинальных поэтических произведений, а также несколько переводных; он же составил и биографию своего брата-композитора. Отличительными чертами стиля Галеви как писателя являются легкость, доступность и изящество, что принесло его произведениям большую популярность.
Автор либретто оперы Ф. Галеви «Дилетант из Авиньона» (1829).  
Леон Галеви умер 2 сентября 1883 года в Сен-Жермен-ан-Ле.
Его сын Людовик (1834—1908) пошёл по стопам отца и тоже посвятил свою жизнь литературе.